# Renault R.S.17
Chronologie des modèles (2017)
Renault R.S.16 Renault R.S.18
La Renault R.S.17 est la monoplace de Formule 1 engagée par l'équipe Renault Sport Formula One Team dans le championnat du monde de Formule 1 2017. Elle est pilotée par l'Allemand Nico Hülkenberg et le Britannique Jolyon Palmer. Ce dernier est remplacé par Carlos Sainz pour les quatre dernières courses de la saison. Le troisième pilote est le Russe Sergey Sirotkin. La R.S.17 succède à la R.S.16 qui marquait le retour de Renault en tant qu'écurie après cinq ans d'absence.

## Création de la monoplace
Le 21 février 2017, la Renault R.S.17 est présentée officiellement lors d'une cérémonie organisée à Londres. La maîtresse de cérémonie est Louise Ekland. Au cours de cette cérémonie, Renault annonce le recrutement d'Alain Prost en tant que senior advisor. 
La Renault R.S.17 prend la piste pour la première fois le 25 février 2017 à l'occasion d'un tournage promotionnel effectué sur le circuit de Barcelone, en Espagne.
Lors des premiers essais hivernaux, disputés à Barcelone, la FIA demande à Renault de modifier son aileron arrière, cet élément étant susceptible d'être non réglementaire. 
Pour la saison 2017, Renault change de fournisseur de carburant, BP remplaçant Total qui quitte la Formule 1.

## Moteur
| Caractéristiques | Valeur                 |
| ---------------- | ---------------------- |
| Nom              | Renault RE17           |
| Type             | V6 à 90°               |
| Soupapes         | 24                     |
| Cylindrée        | 1600 cm³               |
| Alimentation     | Injection électronique |
| Puissance        | 875 ch                 |

## Résultats en championnat du monde de Formule 1
| Saison | Écurie                         | Moteur                | Pneus   | Pilotes          | Courses | Courses | Courses | Courses | Courses | Courses | Courses | Courses | Courses | Courses | Courses | Courses | Courses | Courses | Courses | Courses | Courses | Courses | Courses | Courses | Points inscrits | Classement |
| Saison | Écurie                         | Moteur                | Pneus   | Pilotes          | 1       | 2       | 3       | 4       | 5       | 6       | 7       | 8       | 9       | 10      | 11      | 12      | 13      | 14      | 15      | 16      | 17      | 18      | 19      | 20      | Points inscrits | Classement |
| ------ | ------------------------------ | --------------------- | ------- | ---------------- | ------- | ------- | ------- | ------- | ------- | ------- | ------- | ------- | ------- | ------- | ------- | ------- | ------- | ------- | ------- | ------- | ------- | ------- | ------- | ------- | --------------- | ---------- |
| 2017   | Renault Sport Formula One Team | Renault RE17 V6 Turbo | Pirelli |                  | AUS     | CHI     | BAH     | RUS     | ESP     | MON     | CAN     | AZE     | AUT     | GBR     | HON     | BEL     | ITA     | SIN     | MAL     | JAP     | USA     | MEX     | BRÉ     | ABU     | 57              | 6e         |
| 2017   | Renault Sport Formula One Team | Renault RE17 V6 Turbo | Pirelli | Nico Hülkenberg  | 11e     | 12e     | 9e      | 8e      | 6e      | Abd     | 8e      | Abd     | 13e     | 6e      | 17e     | 6e      | 13e     | Abd     | 16e     | Abd     | Abd     | Abd     | 10e     | 6e      | 57              | 6e         |
| 2017   | Renault Sport Formula One Team | Renault RE17 V6 Turbo | Pirelli | Jolyon Palmer    | Abd     | 13e     | 13e     | Abd     | 15e     | 11e     | 11e     | Abd     | 11e     | Np      | 12e     | 13e     | Abd     | 6e      | 15e     | 12e     |         |         |         |         | 57              | 6e         |
| 2017   | Renault Sport Formula One Team | Renault RE17 V6 Turbo | Pirelli | Carlos Sainz Jr. |         |         |         |         |         |         |         |         |         |         |         |         |         |         |         |         | 7e      | Abd     | 11e     | Abd     | 57              | 6e         |

Légende : ici